# Astylosternus perreti
Astylosternus perreti là một loài ếch trong họ Arthroleptidae. Chúng là loài đặc hữu của Cameroon.
Môi trường sống tự nhiên của nó là các khu rừng vùng núi ẩm nhiệt đới hoặc cận nhiệt đới, sông, và rừng trước đây suy thoái nghiêm trọng. Loài này đang bị đe dọa do mất môi trường sống.